# ثنائي متغير السعة ذو حاجز غير متجانس البنية

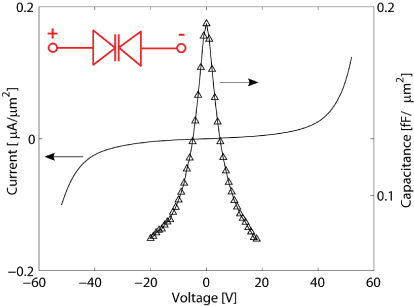
اعتماد الجهد على التيار والسعة لحاجز غير متجانس البنية

ثنائي متغيّر السعة ذو حاجز غير متجانس البنية هو جهاز أشباه الموصلات يظهر سعة متغيرة مع تحيز الجهد، على غرار الصمام الثنائي المتغير. على عكس الصمام الثنائي، فإن له علاقة تيار-جهد متماثل وعلاقة متماثلة بين السعة والجهد، كما هو موضح في الرسم البياني إلى اليمين. اخترع إريك كولبرغ الجهاز مع أنديرس رايدبيرغ في عام 1989، في جامعة تشالمرز للتكنولوجيا.
يُظهر الشكل الداخلي للرمز التخطيطي للدائرة ثنائي متغيّر السعة ذو حاجز غير متجانس البنية. من الرمز، يمكن للمرء أن يستنتج أن ثنائي متغيّر السعة ذو حاجز غير متجانس البنية يتكون من اثنين، متتاليين، ثنائيات تصحيح متصلة بالتسلسل (مثل ثنائيات شوتكي على سبيل المثال). تمثل الفجوة الموجودة في منتصف رمز الصمام الثنائي السعة الكامنة في الجهاز. تتحقق الخصائص الكهربائية للـ ثنائي متغيّر السعة ذو حاجز غير متجانس البنية من خلال فصل طبقتين من مادة أشباه الموصلات (أ) بطبقة أخرى من مادة أشباه الموصلات (ب). يجب أن تكون فجوة النطاق للمادة (ب) أكبر من فجوة المادة (أ). ينتج عن هذا حاجز أمام الناقلات التي تحاول السفر عبر الطبقات (أ) - (ب) - (أ). عادة ما تكون طبقات (أ) مخدرة n مما يعني أن الإلكترونات هي الغالبية العظمى من ناقلات هذا الجهاز. في الفولتية التحيز المختلفة، يتم إعادة توزيع الموجات الحاملة والمسافة بين الموجات الحاملة على كل جانب من جوانب الحاجز (ب) مختلفة. نتيجة لذلك، فإن ثنائي متغيّر السعة ذو حاجز غير متجانس البنية له خصائص كهربائية تشبه مكثف اللوحة المتوازية بمسافة لوحة تعتمد على الجهد d.
التطبيق الرئيسي للديود ثنائي متغيّر السعة ذو حاجز غير متجانس البنية هو توليد إشارات تردد عالية للغاية من دخل التردد المنخفض. يتم عرض هذا النوع من مضاعفة التردد على شكل ثلاثة أضعاف (3 × مضاعفة) عند 100 جيجاهرتز  حتى 282 جيجاهرتز  وما يصل إلى 450 جيجاهرتز، وأيضًا كخماسيات (5 × مضاعفة) عند 175 جيجاهرتز.
أصبح مضاعفة التردد ممكنًا من خلال الاعتماد الشديد على الجهد اللاخطي للسعة C (V). بتغذية إشارة ثنائي متغيّر السعة ذو حاجز غير متجانس البنية بتردد منخفض و 1، وتوافقيات أعلى و 3 = 3 إف 1 (ثلاثة أضعاف)، f 5 = 5f 1 (خماسي)،... سيتم إنشاؤه. يتم إنشاء التوافقيات الفردية فقط، حيث يتم إلغاء التوافقيات حتى بسبب الطبيعة المتماثلة للخطية. أيضًا، باستخدام هذا التناظر المتأصل في الجهاز، يمكن أن يعمل بدون انحياز للتيار المستمر. هذه ميزة مقارنة بوصلة شوتكي الذي يجب أن يكون متحيزًا.
الإشارات المتولدة عند هذه الترددات (100 جيجاهرتز – 3 THz) لها تطبيقات في مجالات متنوعة مثل علم الفلك الراديوي والتصوير الأمني والتصوير البيولوجي والطب والاتصالات اللاسلكية عالية السرعة.